# Jean de Virnebourg
Jean de Virnebourg (aussi nommé Jean de Virneburg, Jean V de Virnebourg, Jean de Verneburg) (décédé le 23 juin 1371) fut évêque de Münster de 1363 à 1364 puis évêque d'Utrecht de 1364 à 1371.

## Biographie
Jean est un membre de la famille noble de Virnebourg (de) de l'Eifel. Son père est Robert III de Virnebourg (de). L'ascension de Jean a été soutenue par le prévôt et doyen de la cathédrale du même nom, Jean de Virneburg l'Ancien. Comme son oncle, le jeune Jean est devenu doyen de la cathédrale de Cologne.
Après le transfert de l'évêque Jean IV d'Arckel d'Utrecht à Liège, Jean de Virnebourg a été transféré par le pape Urbain V de Münster à Utrecht. Son règne fut un échec avéré. Même pendant la vacance, les chapitres et la ville d'Utrecht ont uni leurs forces pour établir leurs droits pendant l' Overdrachte (transfert). Très affaibli devant cette coalition, Jean étant un leader faible, il fut obligé de suivre la politique décidée par les milieux religieux et municipaux. Il n'a pas été en mesure de poursuivre la ligne ferme et dirigiste de son prédécesseur. Pendant la guerre contre le comte Albert de Hollande de 1369 à 1371, il subit plusieurs défaites et fut même fait prisonnier en 1368, lors d'une expédition en Twente et enfermé dans le château de Goor. Pour payer sa rançon, il a dû engager l'Oversticht (nl) et l' ambt de Vollenhove. Son règne a également été éclipsé par des événements extérieurs comme la peste et des inondations dévastatrices. Il mourut subitement en 1371 sans que la cause en fut connue.
Il a reçu une tombe quelque peu élaborée pour son inhumation dans la cathédrale d'Utrecht, mais aucune trace n'en a été conservée.